# Východočeský diametr
Východočeský diametr je projekt modernizace železničního spojení měst Chrudim – Pardubice – Hradec Králové – Jaroměř, který má odstranit současnou nedostačující kapacitu a zastaralý stav železniční infrastruktury v této aglomerační ose spojující dvě krajská města s jižním a severním okrajem východních Čech.

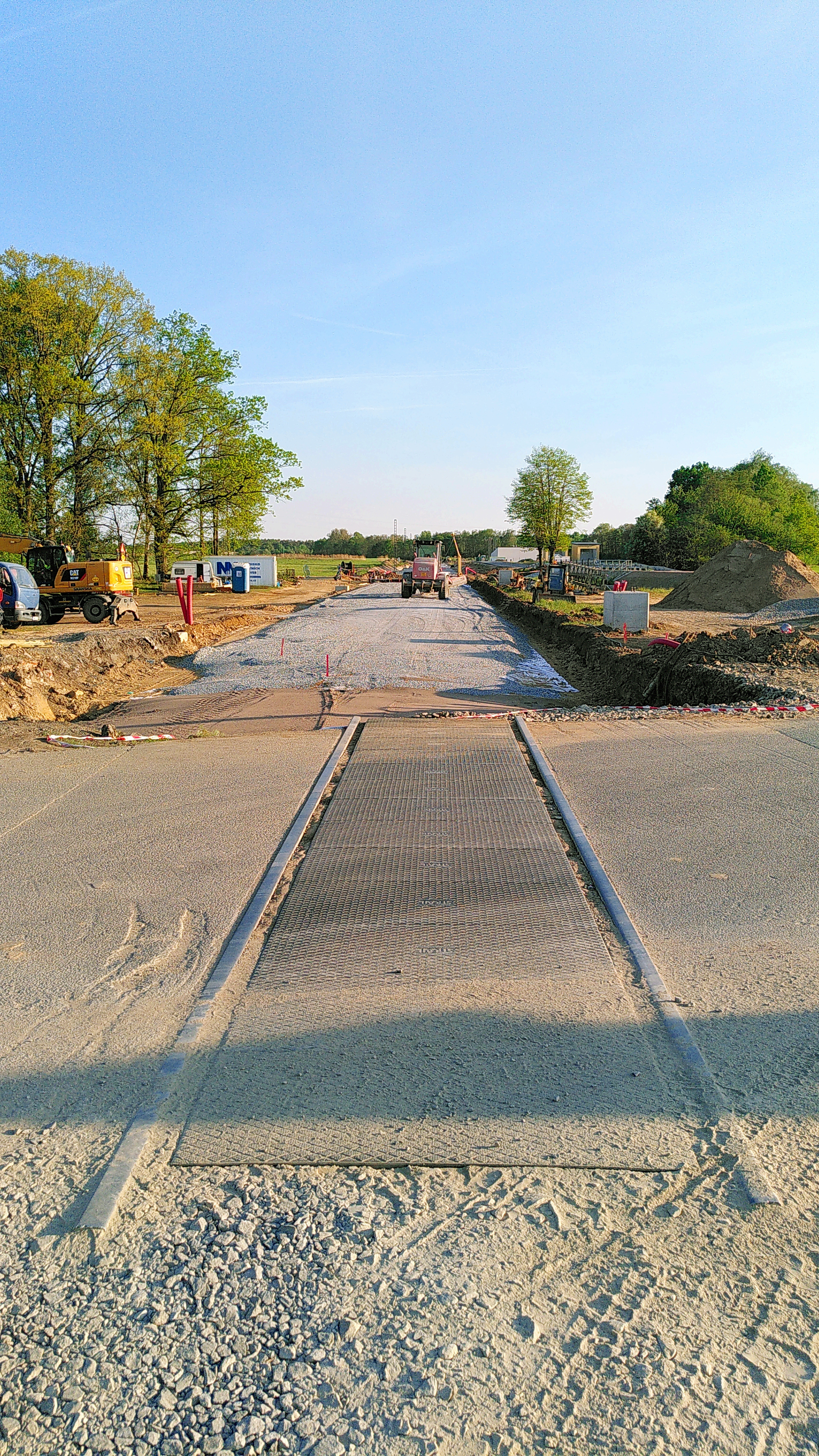
Železniční přejezd u obce Stéblová během zdvoukolejnění úseku Stéblová – Pardubice, květen 2022

Projekt řeší současný nevyhovující stav částečně jednokolejné trati Pardubice – Hradec Králové a také nutnost jízdy vlaků úvratí mezi Pardubicemi a blízkou Chrudimí (v důsledku toho činí jízdní doba vlaku 20–29 min. (zrychlený vlak 15–18 min.), zatímco autobusu 12–18 min.) a zahrnuje:
- výstavbu nové trati (Pardubice – Medlešice) pro odstranění úvrati (označovaná též jako Medlešická spojka)
- zdvoukolejnění trati Pardubice hl. n. – Hradec Králové hl. n.[1] (úsek Pardubice hl. n. – Opatovice nad Labem-Pohřebačka již byl realizován; úsek Opatovice n. L. – Hradec Králové neustále odkládán, aktuální termín 2029-2032)
- modernizaci stanice Hradec Králové hl. n. (plánováno na 2025–2030)
- výstavba moderního zabezpečovacího zařízení

Projekt je podmínkou pro zavedení pro cestující atraktivního taktového jízdního řádu příměstské železnice na této relaci (30 min. interval zastávkových vlaků a stejný interval zrychlených vlaků, výhledově 15 min. pro oba typy vlaků) a pro rozvoj integrovaného dopravního systému.
Na modernizovaném úseku Pardubice – Opatovice nad Labem byla zřízena nová zastávka Opatovice nad Labem blíže k obci než dosavadní stanice; ta původní byla v prosinci 2014 přejmenována na Opatovice nad Labem-Pohřebačka. Další nová zastávka je Stéblová obec, která je blíže k obci než dosavadní stanice. Ze stanice Opatovice n. L.-Pohřebačka budou v budoucnu odstraněna nástupiště a vznikne nová zastávka Březhrad, která bude obsluhovat stejnojmennou městskou část.
Na projekt navazuje výstavba nové trati pro přímé spojení z Hradce Králové (Prahy) do Náchoda (nyní jsou potřeba hned dvě úvrati, ve Václavicích a Starkoči).